# Carl-W. Röhrig
Carl-W. Röhrig (* 12. November 1953 in München-Schwabing) ist ein deutscher Maler und wissenschaftlicher Illustrator.

## Leben
Carl-W. Röhrig besuchte  die Akademie für das Graphische Gewerbe in München und schlug danach eine Laufbahn als freischaffender Künstler und Illustrator ein. Seine Malerei ist dem Naturalismus, Fotorealismus sowie dem Phantastischen Realismus zuzuordnen. Erste Werke, die auch dem Surrealismus zugeordnet werden können, entstanden in den frühen Jahren. Röhrig beschäftigte das Thema Natur und Umweltverschmutzung und hat mehrere Bücher über seine Kunst veröffentlicht. Drei seiner Werke wurden bei einem Annual Dinner des Explorers Club im Hotel Waldorf-Astoria in New York City versteigert. 2004 erwarb das  Museum für Kunst und Gewerbe in Hamburg einige seiner Arbeiten. Bis 2018 oder dato schuf Carl-W. Röhrig über 4000 Gemälde, Illustrationen, Wandmalereien und Skulpturen. Der Künstler lebt und arbeitet seit 2008 in der Schweiz. Röhrig stellte sich auf den Seiten von Scientology in einem Video von 2018 selbst als Scientologe vor.

## Werk

### Wissenschaftliche Illustrationen

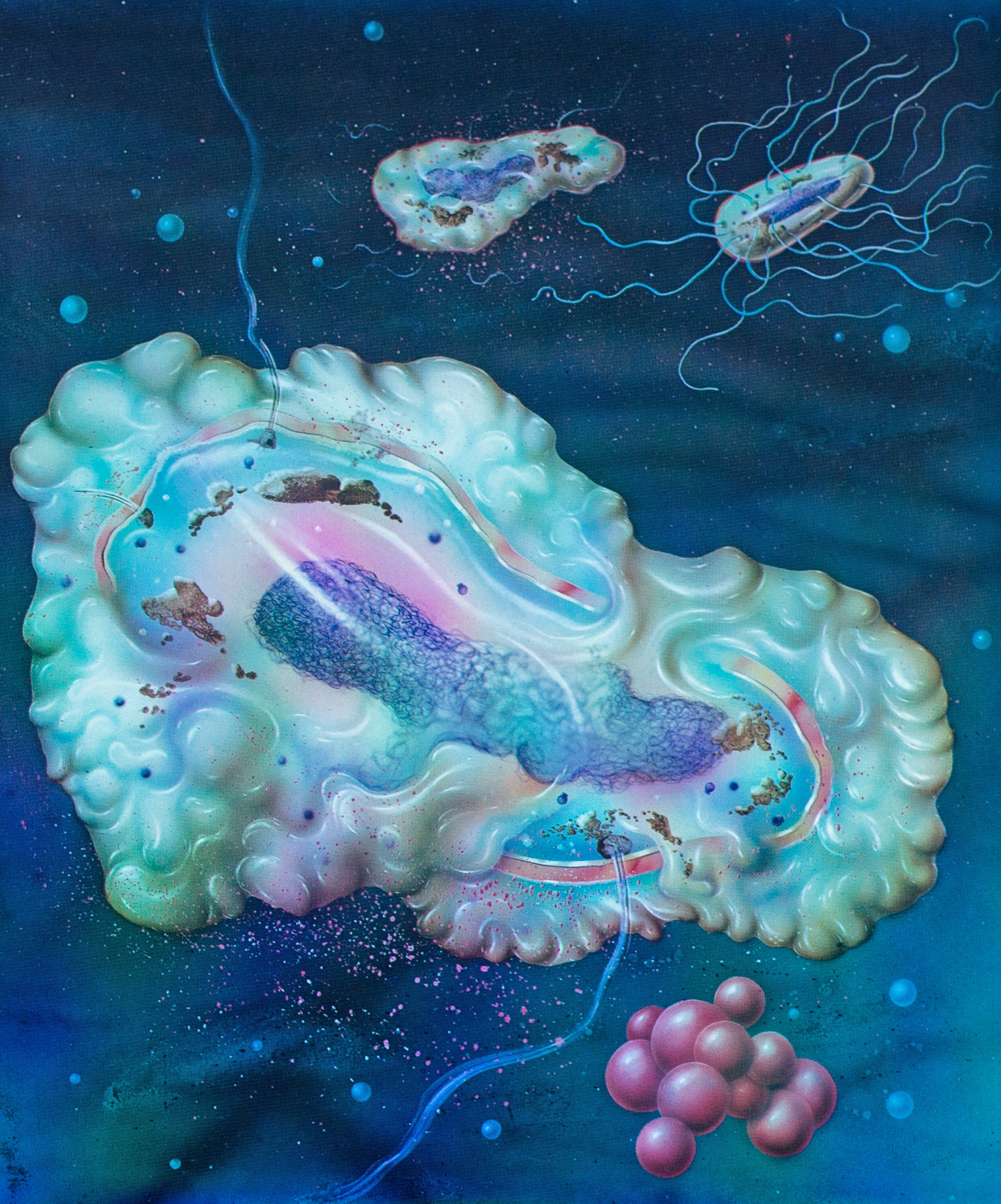
Effekt von Penicillin auf das Kolibakterium, wissenschaftliche Illustration Ars Bacteriologica (1980)

Röhrig machte sich zu Beginn seiner Tätigkeit als wissenschaftlicher Illustrator mit dem Buch Ars Bacteriologica, das in Zusammenarbeit mit der Bayer AG entstand, einen Namen. Er erhielt dafür 1981 eine Ehrung durch den Innenminister der Bundesrepublik Deutschland für ausgezeichnete wissenschaftliche Illustrationen. Weitere Auszeichnungen und Ehrungen in den USA folgten,  unter anderem durch das Museum of Scientific Illustration in New York. Röhrig ist seit 1989 Mitglied der National Geographic Society mit Sitz in Washington D.C.

### Fotorealistische Tiergemälde

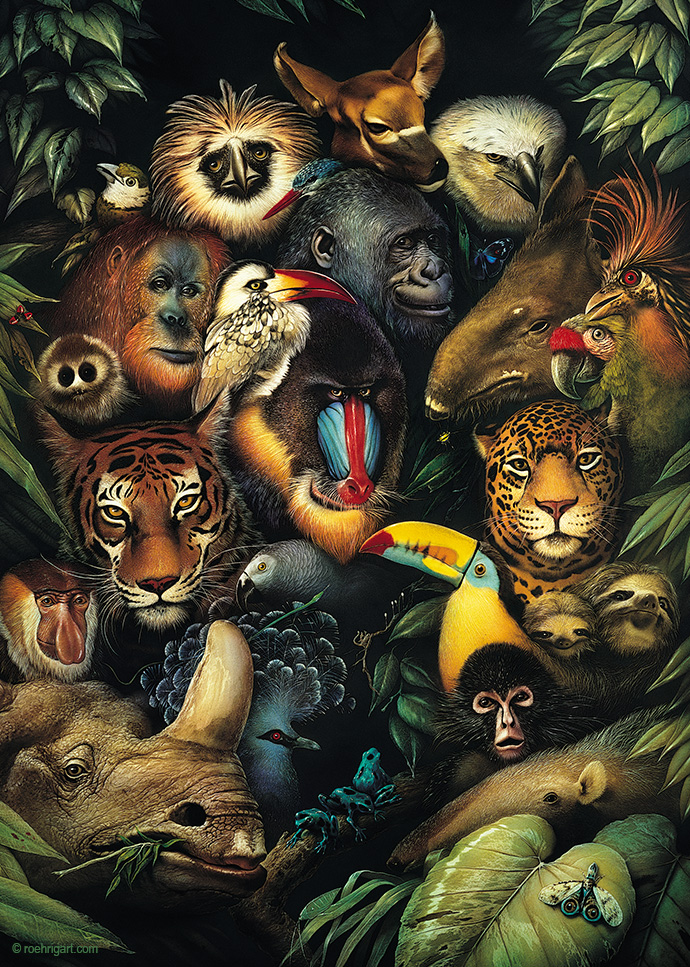
Tiere des Regenwaldes (1992)

Der Beginn war mit dem Tiermalerei-Zyklus Ahnengalerie der bedrohten Tierarten. Die ersten Originale wurden zusammen mit dem Tierfilmer und Forscher Heinz Sielmann  in Bonn der Öffentlichkeit vorgestellt. Eine Ehrung erfolgte durch die Deutsche Parlamentarische Gesellschaft für die umfangreiche Gesamtausstellung mit den Werken von Carl-W. Röhrig. Das  Gemälde Schneeleopard wurde in  internationalen Magazinen und Fachblättern publiziert. Eine weitere größere Ausstellung war im Museum für Unterwasser-Archäologie in Bodrum. Bei all seinen Tierbildern ist Röhrigs Akribie, seine Phantasie und sein Sinn für Ästhetik spürbar.

### Publizistische Illustrationen
Er hatte eine Mitwirkung an einem medizinisch-wissenschaftlichen Film für das GEO-Magazin mit dem Titel Krieg im Körper unter dem Regisseur Volker Arzt. Die Ausstrahlung des Filmes war im Ersten Deutschen Fernsehen (ARD). Dann folgte eine mehrmonatige Studienreise in die USA und weitere Arbeiten an medizinischen Illustrationen für das Buch The Incredible Machine für die National Geographic Society in Washington D.C. In deutscher Sprache erschien das zuvor in Englisch verfasste Werk als GEO-Magazin Der Mensch. Hunderte weitere Veröffentlichungen von künstlerischen Illustrationen und Gemälden schuf er für diverse Auftraggeber, sowie Titelbilder für die Zeitschriften GEO, Spiegel und Stern.

### Eigene Bildsprache

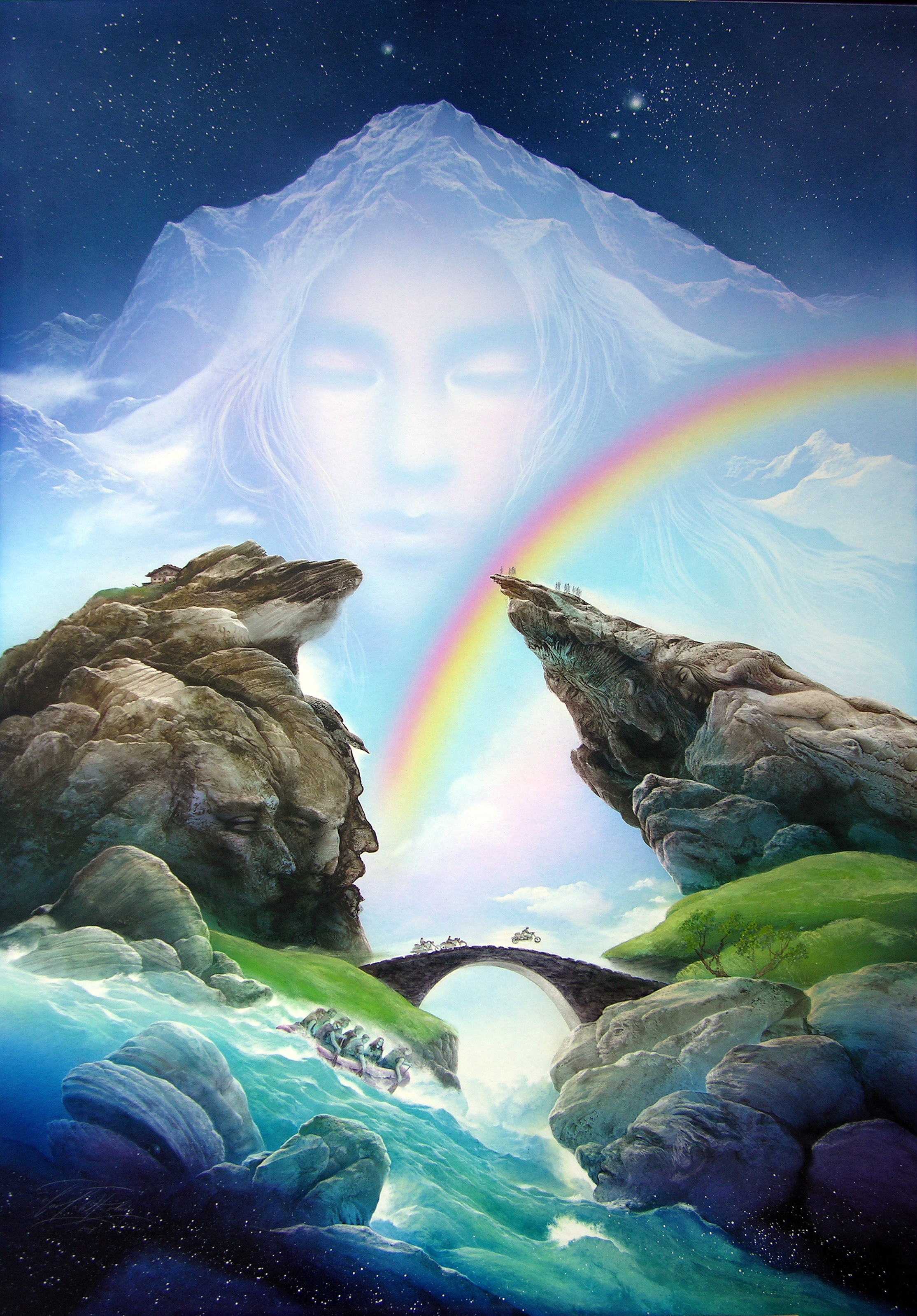
La Montanara (2007)

Durch die Herausforderung, der er sich bei seiner Arbeit an Titelbildern für deutschsprachige Magazine gegenübersah, entstand Mitte der 1980er-Jahre seine eigene Bildsprache. Diese bisher immer noch umfangreichste Phase  seiner Malerei fasste er unter dem Begriff Phantastischer Naturalismus zusammen. Es war sein eigenes Interesse an Themen über die  Natur- und Umweltzerstörung, die diese Serie entstehen ließen und in einem Buch mit entsprechendem Titel dokumentiert wurde. Letztlich ging es Carl-W. Röhrig in seinen Gemälden auch wesentlich darum, den Menschen zur Erhaltung und Schönheit von Natur und Erde zu inspirieren.

### Röhrig-Tarot

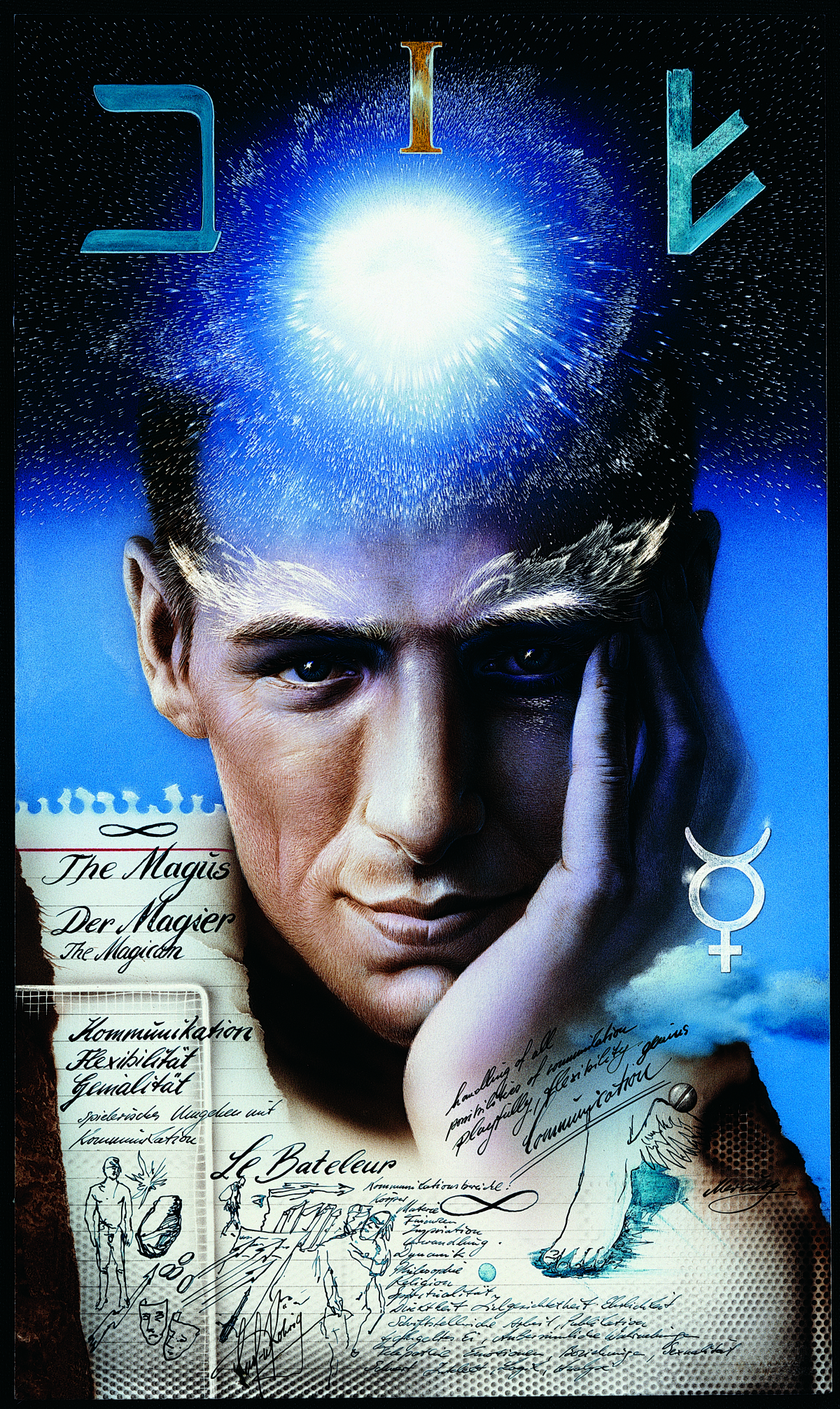
Röhrig-Tarot – Der Magier (1991)

1991 begann der Künstler mit der 78 Gemälde umfassenden Tarot-Serie. Das Röhrig-Tarot gehört wie das Dalí-Universal-Tarot, das Osho-Zen-Tarot sowie das Margarete-Petersen-Tarot zu den modernen Klassikern des Tarot. Seine Stärke liegt in der Übersetzung der alten Tarot-Motive in eine moderne Bildsprache.

## Auszeichnungen
- 1981: Ehrung für ausgezeichnete wissenschaftliche Illustrationen durch den Innenminister der Bundesrepublik Deutschland
- 1986: Certificate of Merit durch das Museum Scientific Illustration in New York
- 1987: Award for Extraordinary Artistic Performance der National Geographic Society in Washington D.C.
- 1992: Auszeichnung durch den Ringier Verlag, Schweiz
- 1993: Ehrung für eine umfangreiche Ausstellung durch die Deutsche Parlamentarische Gesellschaft in Bonn
- 1997: Auszeichnung für ein Spiegel-Titelbild durch den Art Directors Club in Frankfurt a. M.

## Ausstellungen
- 1989: Ausstellung von Bildern bei der National Aeronautics and Space Administration (NASA)
- 1998: Ausstellung im Museum Baden
- 1999: Ausstellung Kongresshaus Zürich
- 2001: ART Expo New York
- 2002: ART Innsbruck
- 2004: Ausstellung Baden-Baden
- 2004: Ausstellung Stadthalle Cividale
- 2005: Ausstellung im Museum für Naturkunde Görlitz

## Gemälde

### Phantastischer Naturalismus (Auswahl)

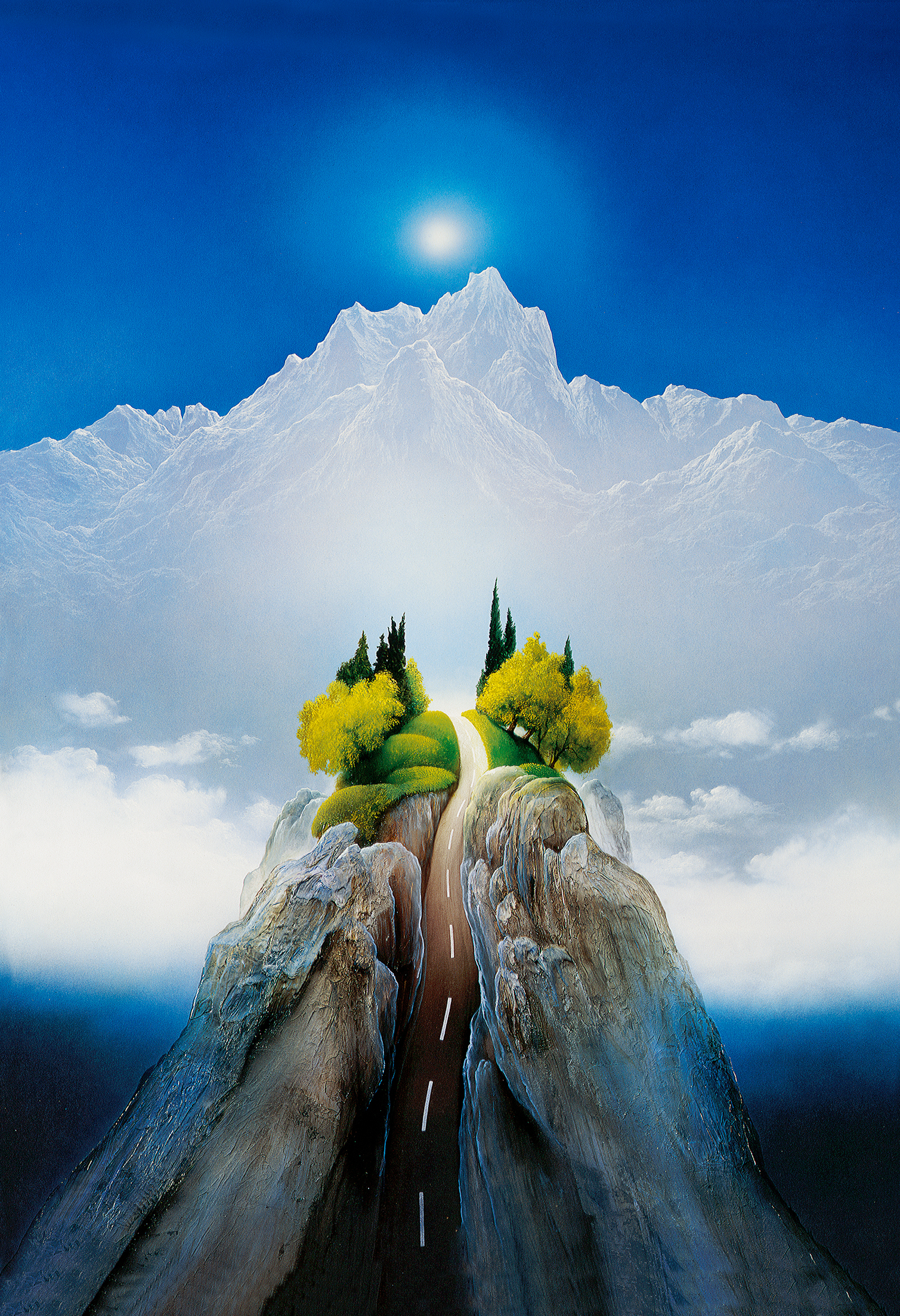
Das Ziel hinter dem Ziel (1989)
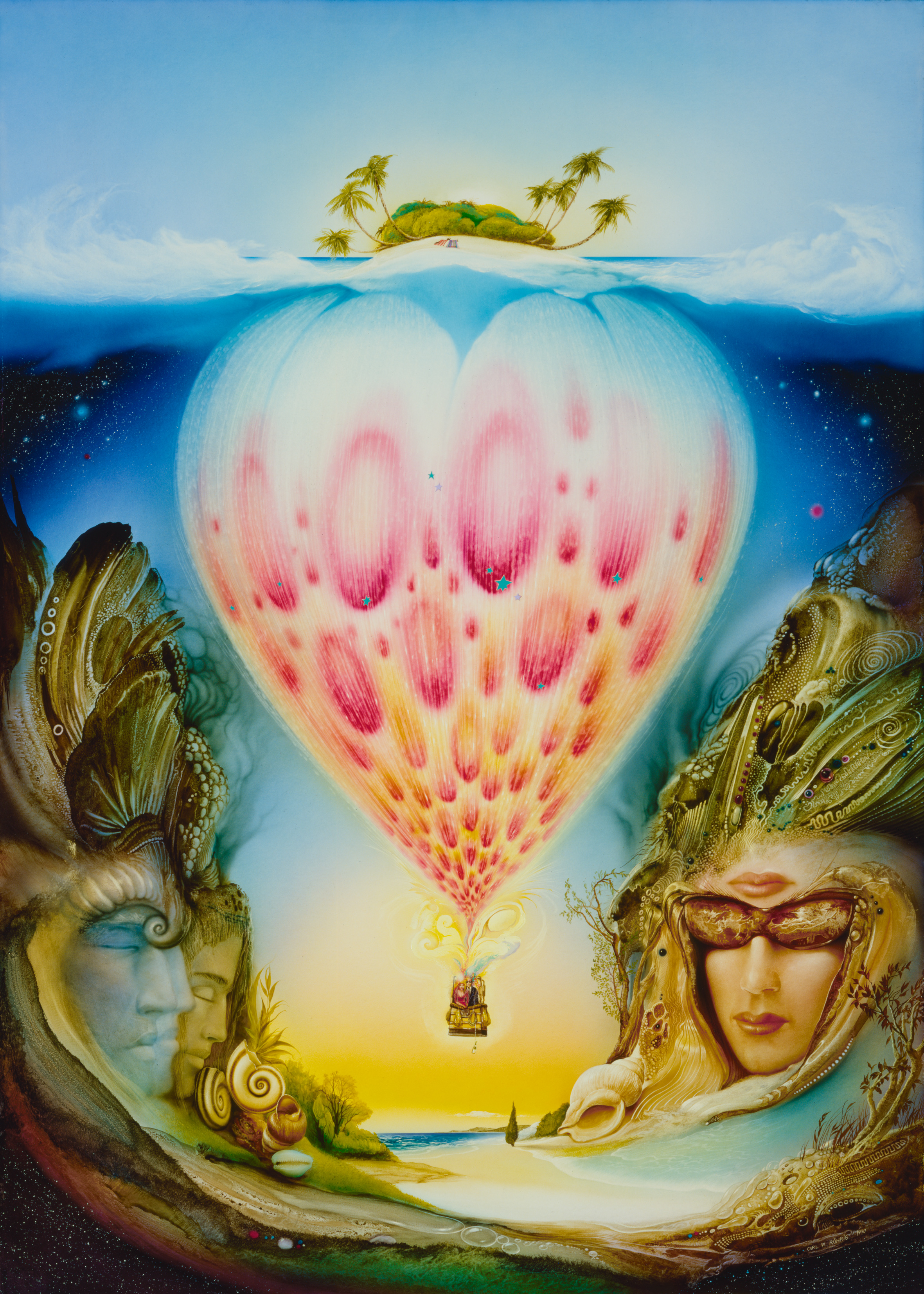
Im Land des Traums (1990)
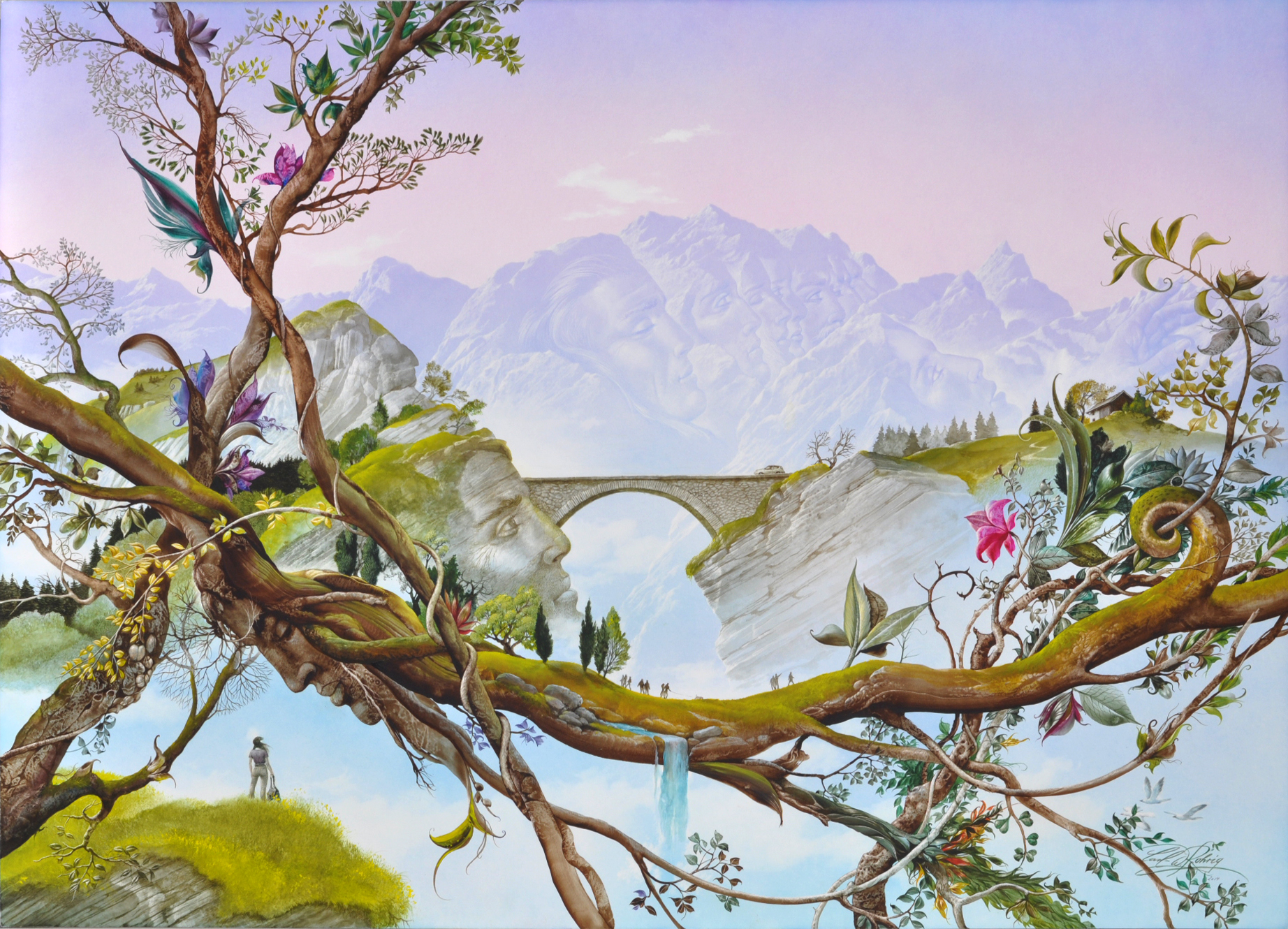
Sommerwind (2014)
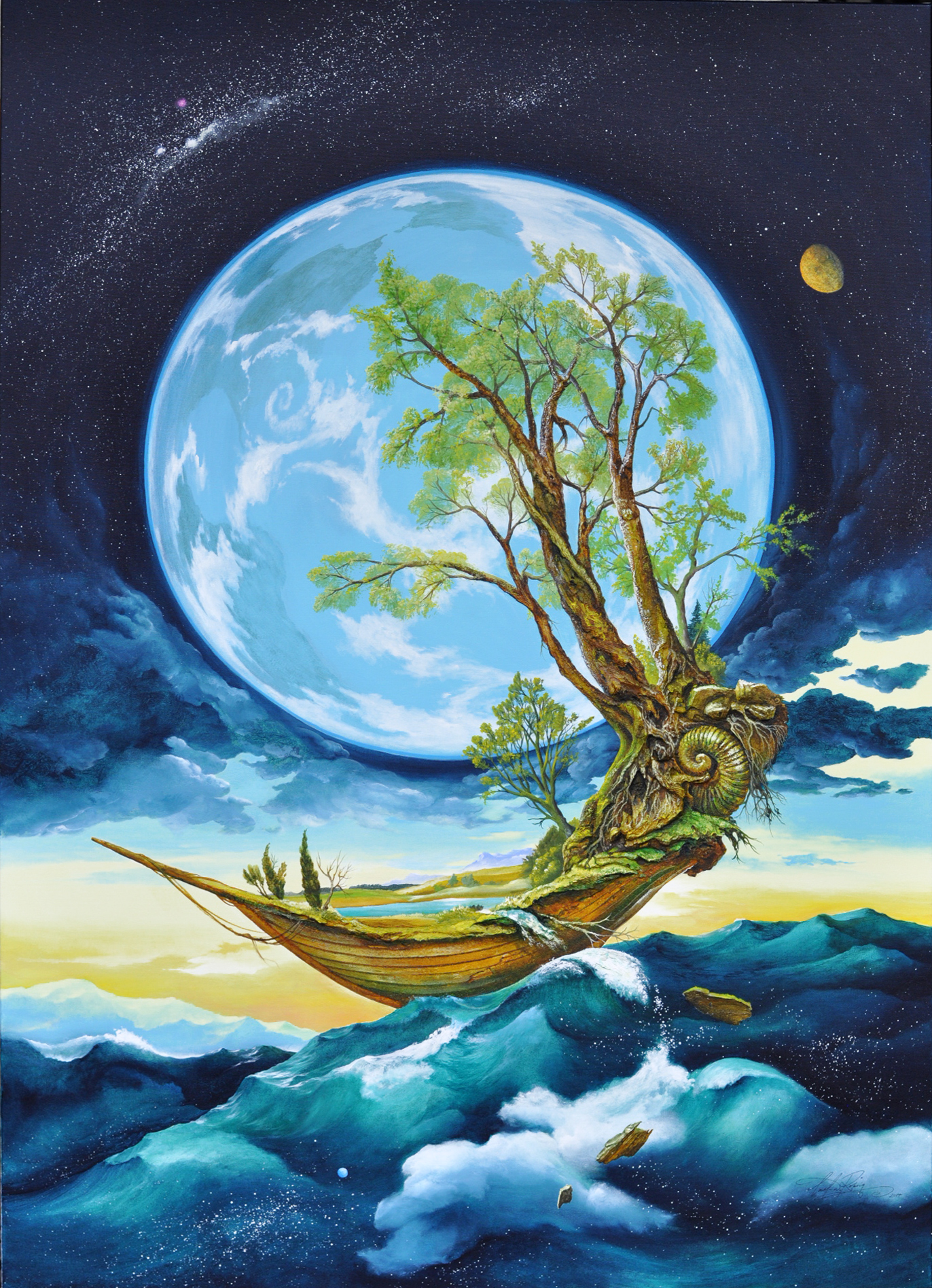
Das alte Schiff (2014)
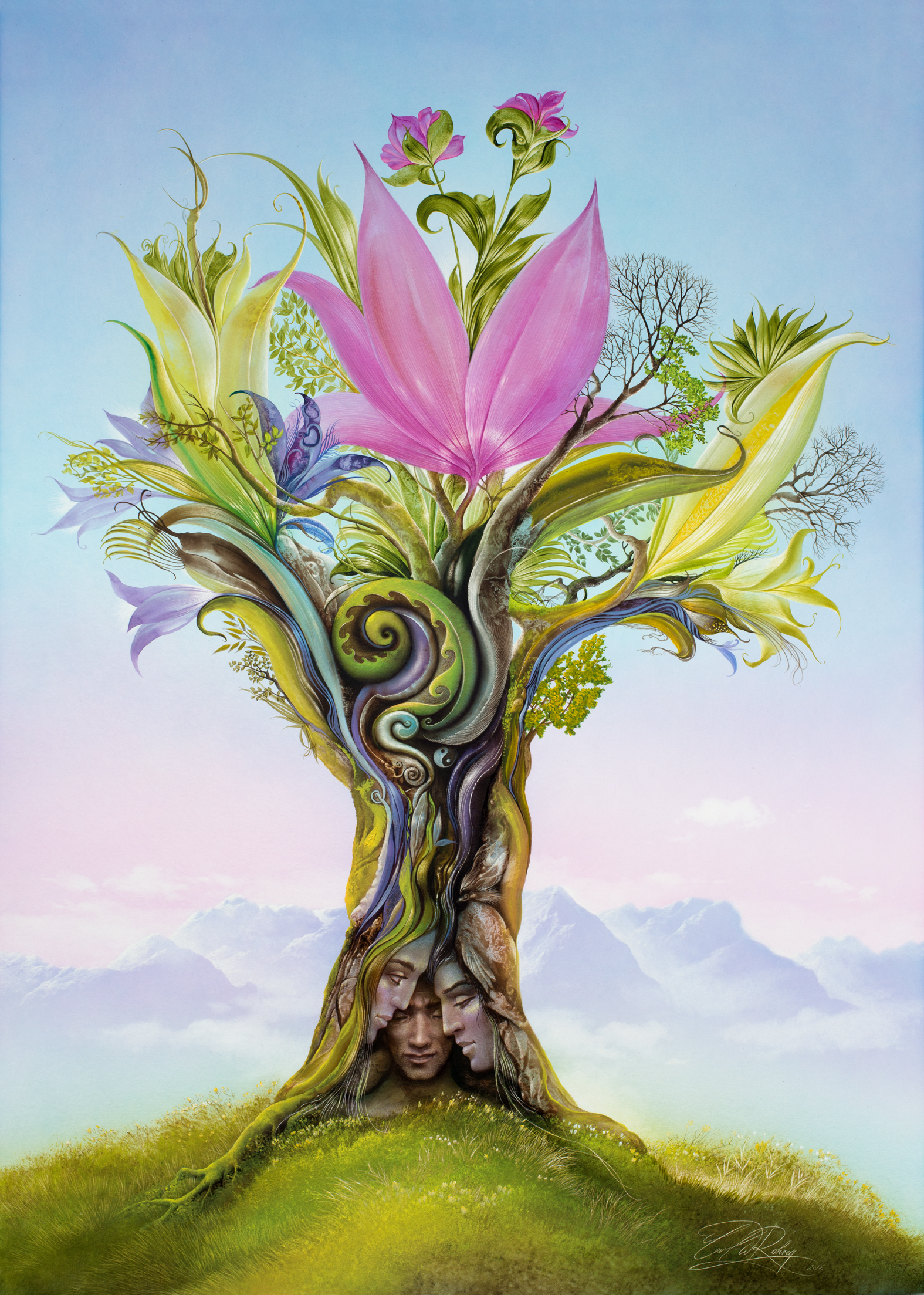
Gemeinsam Schönes erschaffen (2016)
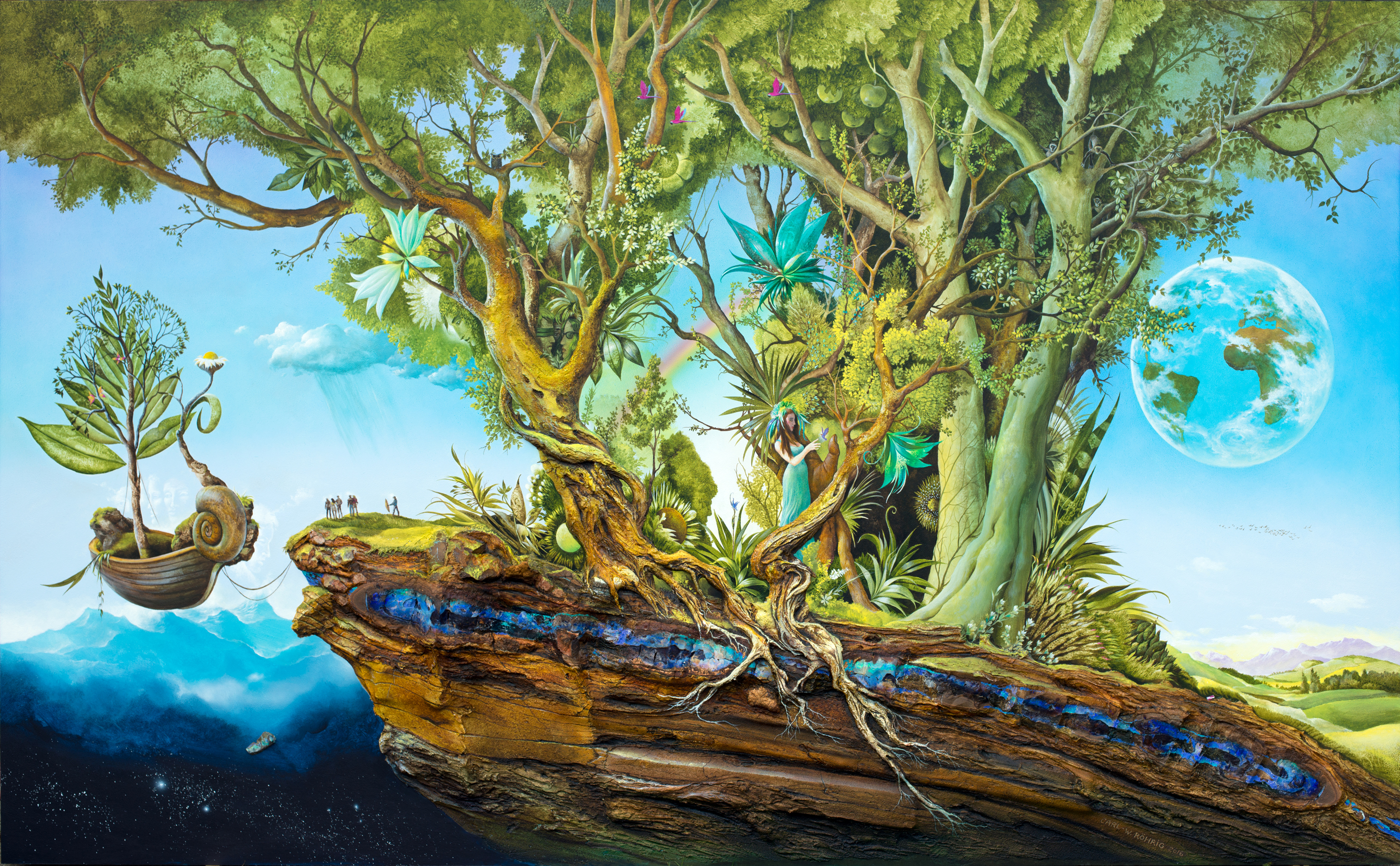
Regenbogenwald (2016)
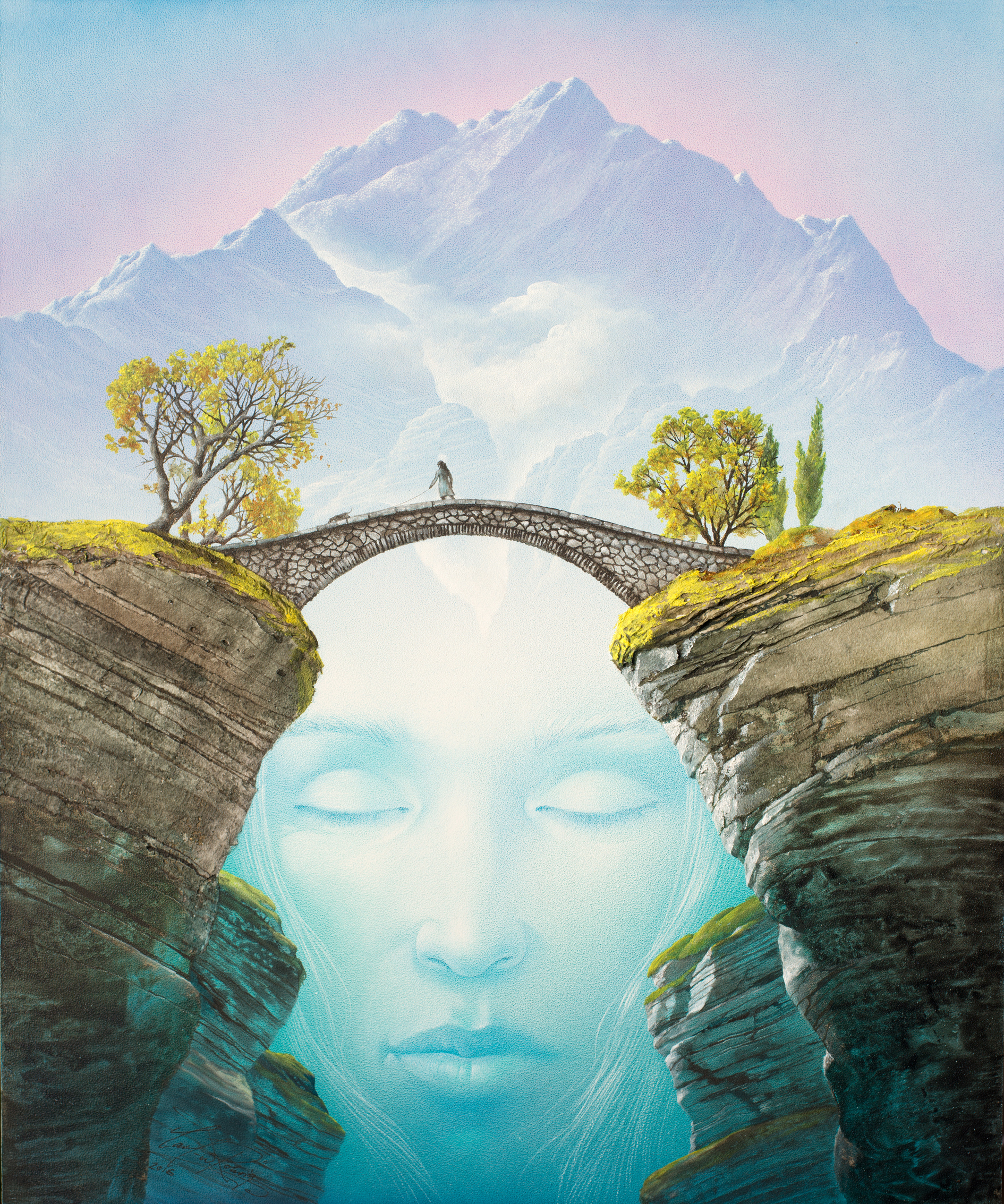
Traum vom Freisein (2016)
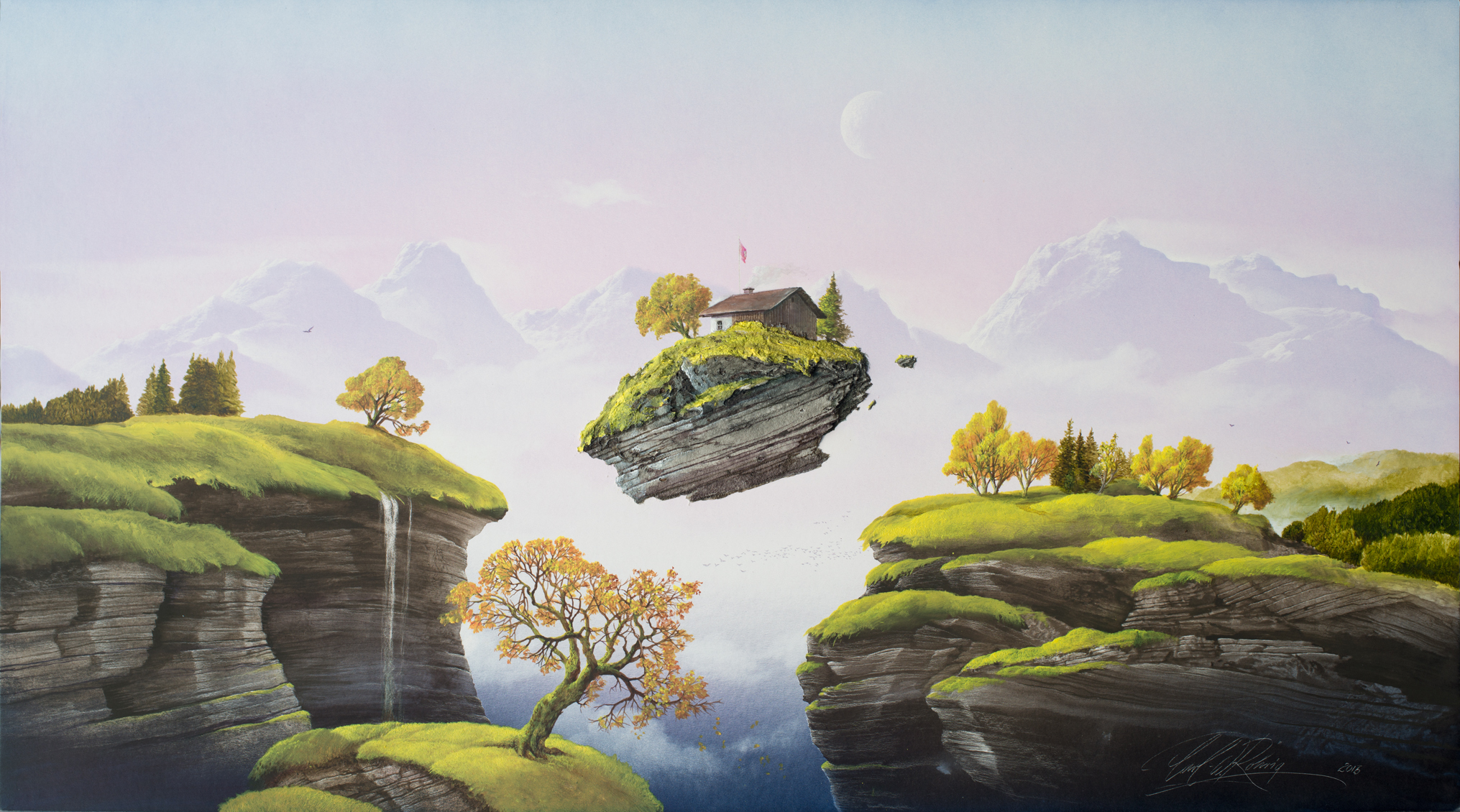
Die Welt in der wir Leben (2016)
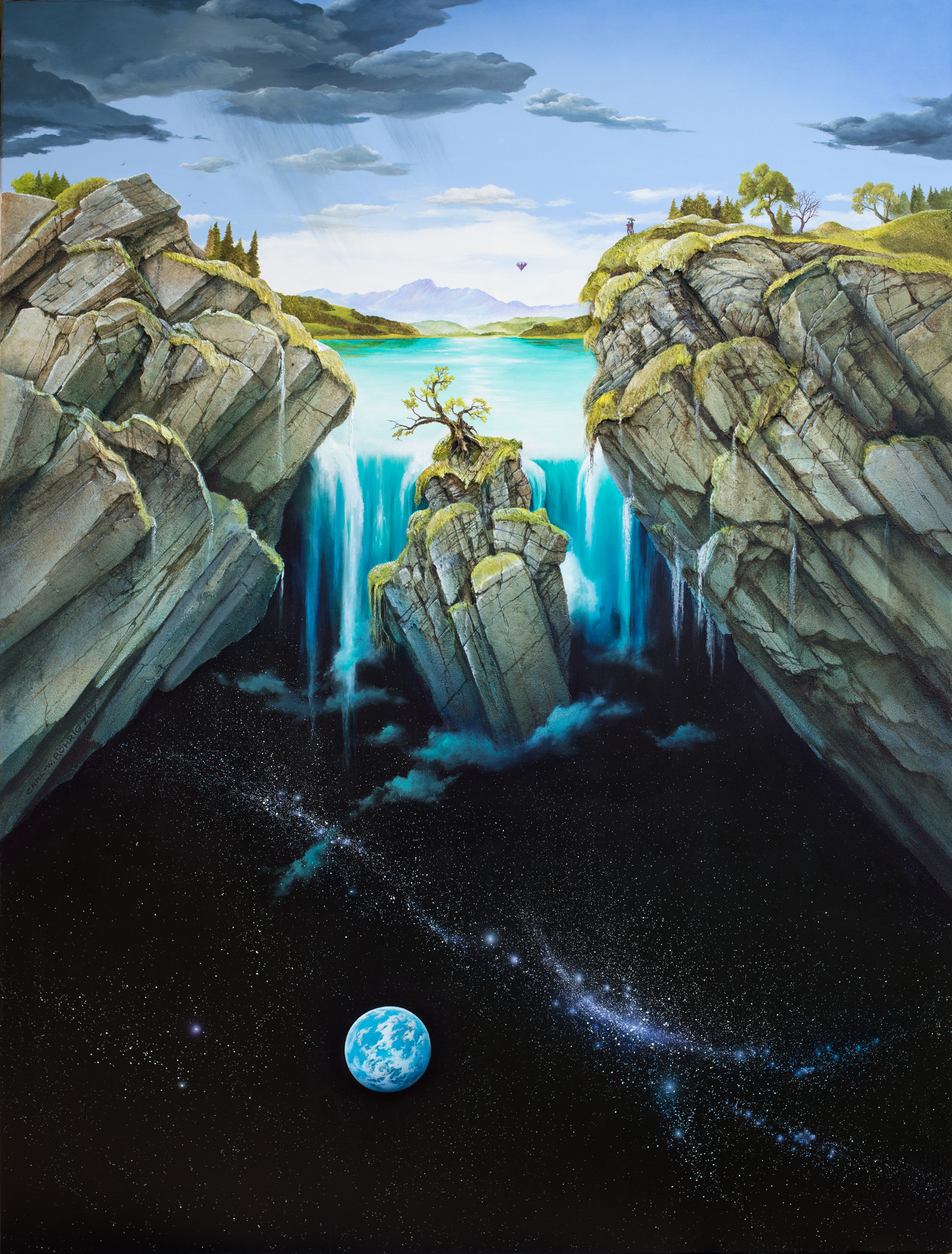
Unsere schöne Welt (2017)
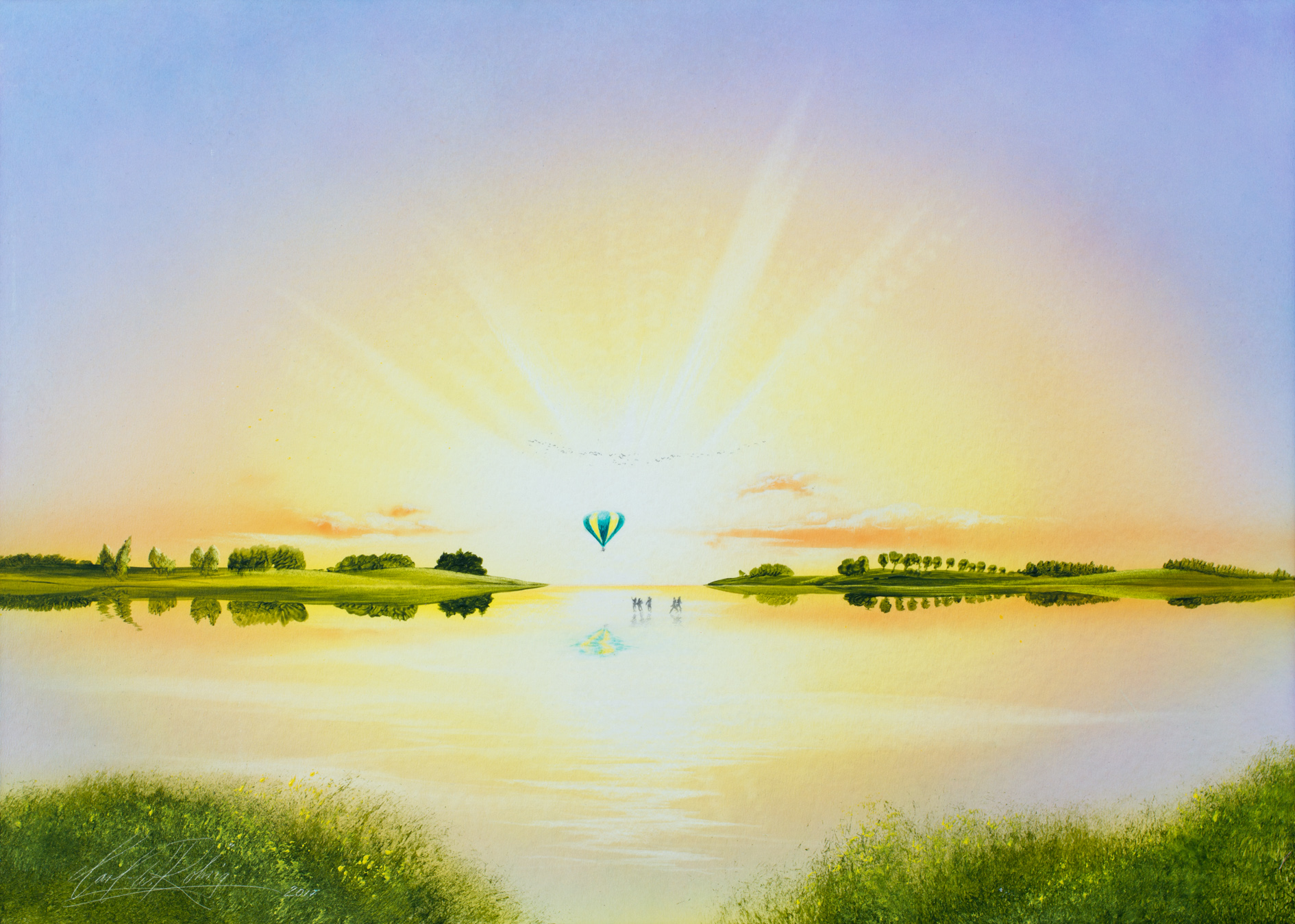
Menschen auf dem Wasser (2017)

### Werkverzeichnis (Auswahl)
- 1975: Die Steckdose, Öl auf Karton, 80 × 120 cm, Sammlung Horst Spata
- 1983: Auf der Suche nach dem Glück, Aquarell und Airbrush auf Karton,  51 × 73 cm, Privatbesitz
- 1983: Stell Dir vor…, Aquarell und Airbrush auf Karton, Ausstellung an der Mauer – Berlin Kreuzberg, Tabor Galerie, im Besitz des Künstlers
- 1986: Ich bin gefangen, Braune Serie, Aquarell auf Karton, 102 × 73 cm, Privatbesitz
- 1989: Das Ziel hinter dem Ziel, Aquarell und Airbrush, 102 × 73 cm, Privatbesitz
- 1990: Der Wahnsinn ist uns allen gemein, Öl auf Leinwand, 90 × 120 cm, Privatbesitz
- 1991: Der Narr, Tarot-Serie mit 78 Gemälden, Aquarell und Airbrush, 51 × 34 cm, Sammlung Horst Spata
- 1991: Portrait Thea und Thomas Gottschalk, Öl auf Leinwand, 90 × 120 cm, Privatbesitz Familie Gottschalk
- 1991: Thea Gottschalk, Aquarell auf Karton. 102 × 73 cm, Privatbesitz Familie Gottschalk
- 1992: Schneeleopard, Aquarell und Schabtechnik auf Karton, 51 × 73 cm, Auszeichnung durch den Ringier Verlag als beste Illustration, Privatbesitz
- 2002: Spiel des Lebens, Weisse Serie, Aquarell und Acryl auf Leinwand, 102 × 73 cm, Privatbesitz
- 2004: Auf in die Zukunft, Expressionistische Serie, Öl auf Leinwand, 90 × 120 cm, Privatbesitz
- 2010: Blue Rapsody, Expressionismus-Serie, Öl auf Leinwand, 80 × 180 cm, Privatbesitz
- 2012: Der blaue Planet, Acryl auf Leinwand, 100 × 140 cm, Privatbesitz
- 2014: Sommerwind, Aquarell auf Karton, 102 × 73 cm, Privatbesitz
- 2014: Das alte Schiff, Acryl mit Relieftechnik auf Leinwand, 100 × 140 cm, Privatbesitz
- 2016: Der Regenbogenwald, Acryl mit Relieftechnik auf Holz, 120 × 200 cm, Sammlung Renè Felix
- 2017: Unsere schöne Welt, Acryl mit Relieftechnik auf Leinwand

## Dokumentationen
- 1986: ARD Fernsehfilm Die Phantastische Zeitreise von Regisseur Uwe Schmidt über die Malerei von Carl-W. Röhrig.

## Kunstbände
- Mit Volker von Barkawitz: Die Zukunft hat niemals ein Ende – Der Phantastische Naturalismus des Carl-W. Röhrig. Co-Art-Ed., 1999, ISBN 3-00-004240-7.
- Merci – Ein Buch zum Dank ISBN 978-3033063037